# Geowanderweg Tettnang
Der Geowanderweg Tettnang ist ein geologischer Lehrpfad im Tettnanger Wald, der im Juni 2009 auf dem Gebiet der baden-württembergischen Stadt Tettnang im Bodenseekreis in Deutschland eingeweiht wurde. An zehn Stationen werden dem Wanderer Einblicke in die geologischen Schichten des Tettnanger Walds gezeigt. Der Geowanderweg ist Teil des Oberschwäbischen Geoinformationsnetzwerks.

## Idee
Im Zuge einer im Jahr 2006 erweiterten Kiesabbau-Genehmigung wurde der Geowanderweg als Bestandteil der dadurch nötig gewordenen Rekultivierung geplant und am 18. Juni 2009 im Beisein von Landrat Lothar Wölfle und Vertretern der Antragsgemeinschaft, des Regierungspräsidiums Tübingen und des Regierungspräsidiums Freiburg eingeweiht.

## Lage
Der Geowanderweg befindet sich südöstlich des Tettnanger Ortsteils Hagenbuchen, im Tettnanger Wald zwischen den Fluren Salzweg, Nesselfang, Buchbrunnenbogen, Rauhe Bögen und Weißbildbögen (Kiesabbau). Die erste Station erreicht man am einfachsten über den Hauptwanderweg vom Wanderparkplatz Hagenbuchen, vorbei an den beiden Weihern, her.

## Verlauf

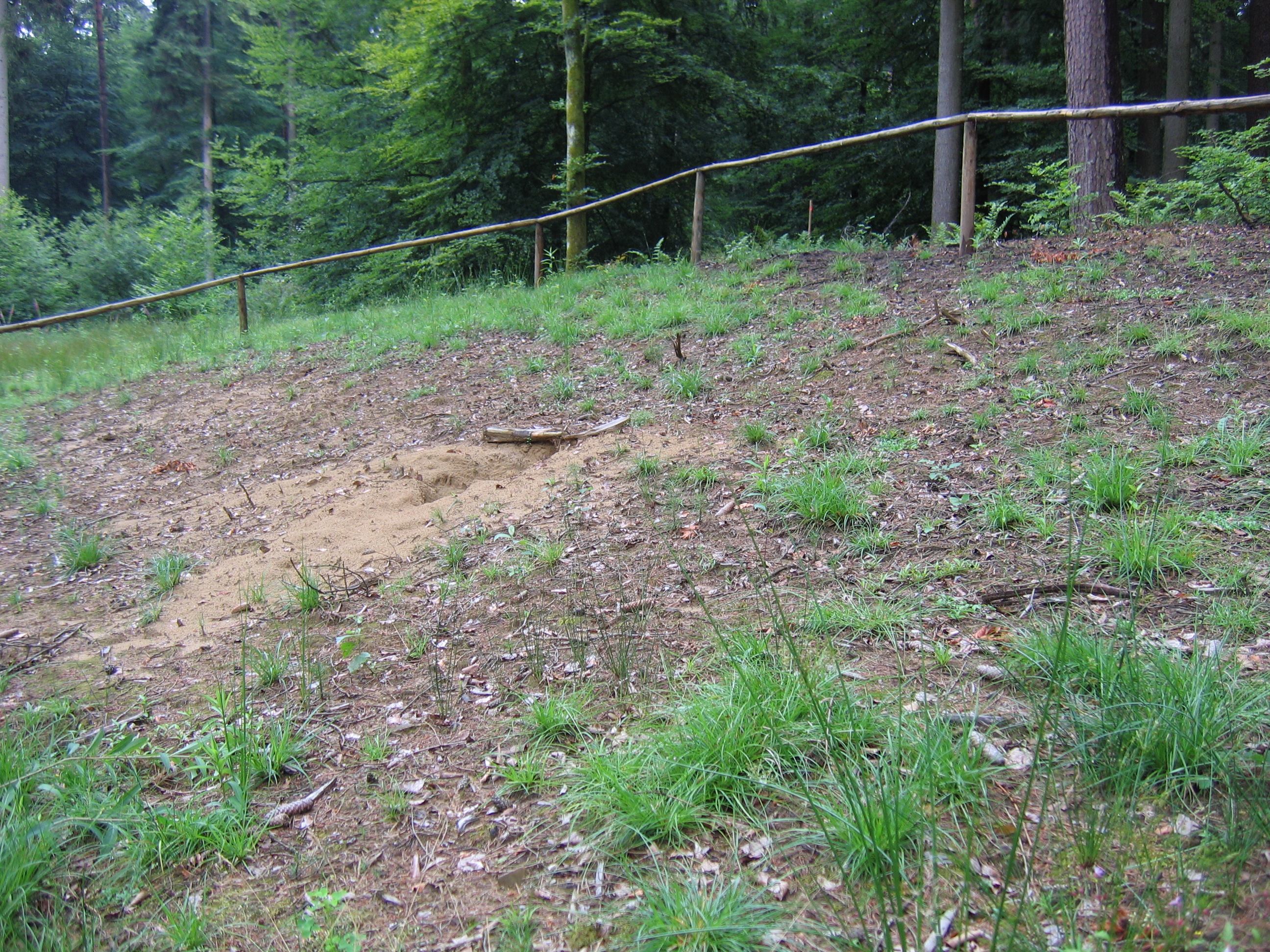
Station 3:
Eiszeitliche Sanddüne

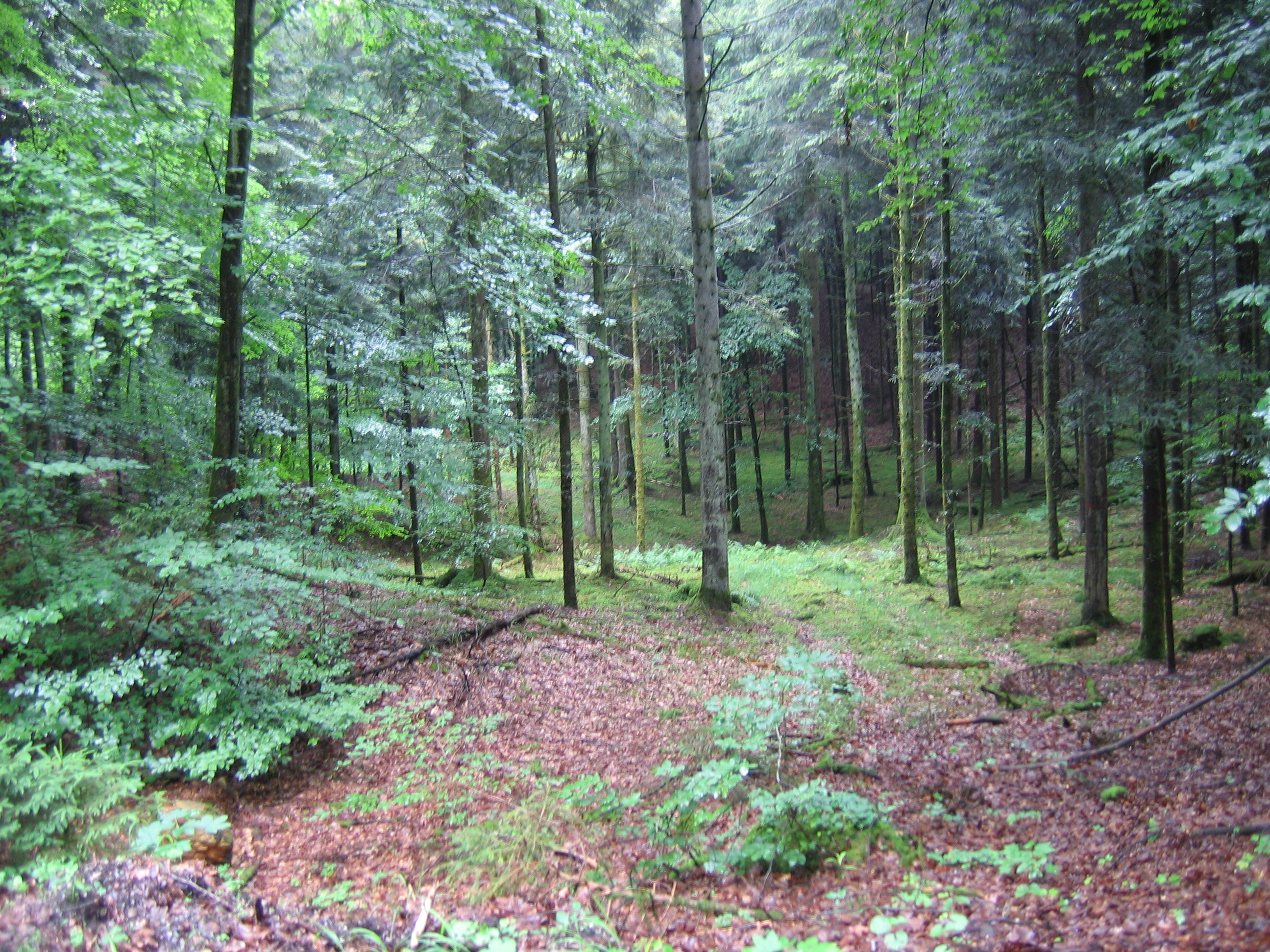
Station 5:
Blick in das Toteisloch

Auf der Tafel der ersten Station werden unter anderem eine Übersichtskarte des Weges gezeigt und die vielfältige Nutzung des Tettnanger Waldes erklärt. Die Stationen 6 bis 10 werden erst in naher Zukunft im Bereich des Kiesabbaus eingerichtet.

### Station 2 – Von sterbenden Gletschern, einem Riesen-Bodensee und der alten Argen
Das Eis der eiszeitlichen Alpen-Gletscher schmolz vor etwa 17.000 Jahren rasch ab und bildete im tiefsten Becken des süddeutschen Alpenvorlands den Bodensee. Der um etwa 70 Meter höher gelegene Seespiegel erstreckte sich bis ins Allgäu und weit nach Oberschwaben hinein. Von der Argen mitgebrachte Sande und Kiese lagerten sich zwischen Eis und Ufer ab, die sogenannte „Tettnanger Terrasse“.

### Station 3 – Wind weht übers kahle Land
Für 500 Jahre wurde es vor 12.000 Jahren noch einmal deutlich kälter. Die durchschnittliche Jahrestemperatur fiel um etwa 5 Grad Celsius. Im Bereich des Tettnanger Waldes wurde der durch die Absenkung des Seespiegels freigelegte Sand an vielen Stellen durch die kalten Winde zu einer Düne zusammengeweht. Mit dem Anstieg der Temperatur kam auch die Vegetation zurück, die Düne wurde durch die entstandene Humusschicht stabilisiert.

### Station 4 – Die Tettnanger Terrassen
Hier, an der heute sichtbaren Kante, der Oberen Terrasse, befand sich vor 17.000 Jahren das Ufer des Bodensees. Der Gletscher der Würmeiszeit räumte ein tiefes Becken aus, in das sich die Sedimente der Argen ergossen. Mit Erwärmung und einhergehendem Ausbleiben des Nachschubs von Eis begann die Eisdecke zu zerfallen. Mit Wegbruch einer Barriere fiel der Wasserspiegel des Sees, die Mittlere Terrasse, auf der man hier steht, entstand.

### Stationen 5 und 7 – Großes Toteisloch
Durch die zunehmende Erwärmung zerfiel der Gletscher. Das von der Argen mitgebrachte Schwemmmaterial umschloss die Eisbrocken und deckte sie zu. Als das Eis endgültig schmolz, hinterließ es Löcher in der Landschaft, die sogenannten, Toteislöcher. Das größere der beiden hier am Geowanderweg zu sehenden Toteislöcher hat eine Tiefe von etwa fünfzehn Metern.

### Station 6 – Was folgt auf den Kiesabbau?
Die durch den Kiesabbau erfolgten Schädigungen sollen durch die Rekultivierung annähernd wieder beseitigt werden, das heißt, Landschaftsform und Bewuchs dem ursprünglichen Zustand wieder ähneln.

### Station 8 – Kiesabbau und Rekultivierung
Die Tafel an der Station 8 informiert mittels einer Karte über den seit 1963 erfolgenden Kiesabbau im Tettnanger Wald. 120 Hektar (ha) waren genehmigt, 1996 wurden weitere 18 ha freigegeben. Die vorerst letzte Änderung erfolgte 1996: Das Landratsamt erteilt unter Vorgabe umfangreicher Rekultivierungsmaßnahmen weiteren Kiesabbau.

### Station 9 – Grundwasser
Die fallenden Niederschläge können in diesem Teil des Tettnanger Waldes durch die Kiesschichten gut versickern. Ein Teil wird durch Brunnen als Trinkwasser für die umliegenden Gemeinden entnommen, der Rest fließt, dem natürlichen Gefälle folgend, in die Argen und zum Bodensee. Durch regelmäßige Wasserproben wird die Qualität des Trinkwassers überwacht.

### Station 10 – Geologisches Fenster – Ein Blick ins Innere des Tettnanger Waldes
Tafel 10 zeigt auf einem Foto die verschiedenen Schichtungen des Abraumgebiets: Zu oberst zwei Meter horizontal gelagerter Kies und darunter von der Argen in den ehemaligen Bodensee eingespülte, heute schräg einfallende Schichten feineren Materials.